# Ohoana
Ohoana (Oho Ana, Ohana) ist eine osttimoresische Aldeia im Suco Raiheu (Verwaltungsamt Cailaco, Gemeinde Bobonaro). 2015 lebten in der Aldeia 615 Menschen.

## Geographie
Ohoana liegt im Osten des Sucos Raiheu. Westlich und nördlich befindet sich die Aldeia Daru Asa. Im Nordosten grenzt Ohoana an den Suco Atudara, im Süden an das Verwaltungsamt Maliana mit seinem Suco Ritabou und im Osten an das Verwaltungsamt Bobonaro mit seinem Suco Ilat-Laun. Der Babonasolan folgt grob der Grenze im Süden und Osten, bis er im Nordosten in den Marobo mündet, der das letzte Stück der Ostgrenze zu Ilat-Laun markiert.
Von Südwesten aus ziehen drei Gebirgszüge nach Norden durch die Aldeia. Der östlichste trennt sich zuerst ab und schirmt Ohoana vom Babonasolan ab. Nur an zwei Stellen hat sich vor den steil ansteigenden Bergen Schwemmland gebildet, wo jeweils auch eine kleine Siedlung zwischen Fluss und Bergen liegen. Der höchste Gipfel des Ostzuges ist der Foho Atumetalau (561 m). Am nördlichen Ende liegt der Foho Soubobo (412 m).
Auf dem westlichsten Zug liegen Ohoana, der Hauptort der Aldeia und sein kleiner Vorort Folete. Der höchste Punkt der Aldeia (Lage) liegt südwestlich der Grundschule auf 624 m. Beim Zentrum des Hauptortes teilt sich der mittlere Gebirgszug ab. An seinem nördlichen Ende befindet sich eine weitere kleine Siedlung. Zwischen den Höhenzügen verlaufen etwa hundert Meter tiefe Täler mit kleinen Wasserläufen, die nicht besiedelt sind.
Im Ort Ohoana befinden sich eine Grundschule und ein größerer Friedhof.

## Politik
2023 wurde Manuel Ati Ramos zum Chefe de Aldeia gewählt.